# جيروم ديلون
جيروم ديلون (بالإنجليزية: Jerome Dillon)‏ هو موسيقي أمريكي، ولد في 16 يوليو 1969 في كولومبوس في الولايات المتحدة.

## وصلات خارجية
- الموقع الرسمي
- جيروم ديلون على موقع IMDb (الإنجليزية)
- جيروم ديلون على موقع ميوزك برينز (الإنجليزية)
- جيروم ديلون على موقع ديسكوغز (الإنجليزية)
- جيروم ديلون على موقع قاعدة بيانات الفيلم (الإنجليزية)